# Лебедєв Петро Семенович
Петро Семенович Лебедєв (17 січня 1903, село Нові Стрижі Шкловської волості Могильовського повіту Могильовської губернії, тепер Шкловського району Могильовської області, Білорусь — 30 січня 1978, місто Москва, тепер Російська Федерація) — радянський військовий політпрацівник, генерал-майор (6.12.1942).

## Біографія
У Червоній армії з 1925 року. З 1925 по 1926 рік — курсант полкової школи РСЧА у місті Могильові. З 1926 по 1929 рік — курсант військової школи імені ВЦВК у Москві.
Член ВКП(б) з 1927 року.
Перебував на політичній роботі та командних посадах. З 1930 по 1938 рік навчався у військових академіях.
Брав участь у боях із японськими військами біля Халхін-Голу.
З 1940 по 20 березня 1941 року — військовий комісар 36-ї моторизованої дивізії РСЧА.
З 20 березня по 21 травня 1941 року — військовий комісар 29-го механізованого корпусу РСЧА.
З 21 травня по 1 вересня 1941 року — військовий комісар 12-го механізованого корпусу РСЧА. З вересня 1941 року перебував у німецькому полоні, звідки утік.
14 листопада 1941 — 2 липня 1942 року — начальник політичного відділу 59-ї армії.
2 липня 1942 — серпень 1945 року — член Військової ради 59-ї армії.
Після війни перебував на відповідальній військово-політичній роботі.
У грудні 1956 — вересні 1957 року — член Військової ради Одеського військового округу.
З 1961 року — у відставці.
Помер у 1978 році в Москві. Похований на Даниловському цвинтарі Москви.

## Звання
- бригадний комісар (29.04.1940)
- генерал-майор (6.12.1942)

## Нагороди
- орден Леніна (20.04.1953)
- три ордени Червоного Прапора (17.11.1939, 21.02.1944, 6.11.1945)
- орден Кутузова ІІ ст. (6.04.1945)
- орден Вітчизняної війни І ст. (29.06.1945)
- орден Червоної Зірки (3.11.1944)
- орден Червоного Прапора (Монголія)
- орден Хрест Хоробрих (Польща)
- командорський хрест ордена Відродження (Польща)
- медаль «За оборону Ленінграда» (22.12.1942)
- медаль «За перемогу над Німеччиною у Великій Вітчизняній війні 1941—1945 рр.» (1945)
- медалі